# Кардинал-диякон
Кардинал-диякон — найнижча ступінь з трьох ступенів кардинальської гідності Римсько-католицької церкви. Кардинали, зведені в сан кардиналів-дияконів, є або посадовими особами Римської курії, або священниками, зведеними в сан після їх вісімдесятиріччя. Єпископи з пасторськими обов'язками, з другого боку, — зведені в кардинали-священики. Спочатку титул кардинала-диякона отримували спостерігачі за роботами церков у різних районах Рима. До 1918 можна було стати кардиналом-дияконом, не маючи священицького сану. Стати кардиналом-священником міг тільки священник, а кардиналом-єпископом — тільки єпископ. Після 1918 було встановлено, що всі кардинали, навіть кардинали-диякони, повинні бути священниками, і з 1962 всі кардинали мають бути в єпископському сані, за рідкісними винятками, коли дозволялося людині, що стала кардиналом в похилому віці, не ставати єпископом (наприклад, кардинал Томаш Шпідлік).
Згідно з декретом 1587, виданим папою Сікстом V, було встановлено максимальне число кардиналів-дияконів у Колегії кардиналів. До 1958 їх було чотирнадцять, але при Іоані XXIII і Павлі VI їх число збільшилося. У 2005 році було вже понад п'ятдесят кардиналів-дияконів. Після того, як прелат протягом десяти років був кардиналом-дияконом, він стає кардиналом-священником.

## Кардинали-диякони
- Кардинал-диякон Церкви святого Юрія у Велабро (Боніфацій IX)